# John Sieg
Pour les articles homonymes, voir Sieg (homonymie).
John Sieg, né le 3 février 1903 et mort le 15 octobre 1942, est un employé des chemins de fer et journaliste germano-américain qui publie dans la presse communiste clandestine des articles sur les atrocités commises par les nazis et combat dans la résistance allemande anti-nazie. Agent pour le compte de l'Union soviétique, il fait partie du noyau du réseau appelé « Orchestre rouge ». Il est arrêté en 1942 et se suicide en prison.

## Biographie
Né à Détroit (Michigan), John Sieg est le fils d'un mécanicien d'origine allemande. Après la mort de son père en 1912, il vit chez son grand-père en Allemagne. Au décès de ce dernier, il doit interrompre sa formation d'enseignant. Il retourne aux USA de 1924 à 1928, accompagné de sa future épouse, Sophie Wloszczynski, travaille dans les usines d'automobiles de Detroit tout en suivant des cours au City College. De retour en Allemagne, il est traducteur et auteur d'une nouvelle sur le racisme aux États-Unis, publiée dans le magazine Die Tat. Le Berliner Tageblatt et la Rote Fahne font également paraître certains de ses textes. Il adhère au Parti communiste d'Allemagne (KPD) en 1929 et fait la connaissance de Wilhelm Guddorf (de) et Martin Weise.
En mars 1933, après l'arrivée au pouvoir des nazis, John Sieg est arrêté par la Sturmabteilung (SA) et détenu jusqu'en juin. Libéré, il entre dans la résistance allemande, secteur de Neukölln, et fonde le noyau d'une cellule de résistance. Il collabore avec Arvid Harnack et Adam Kuckhoff, lance des campagnes de distribution de tracts et fait circuler l'information dans le réseau naissant.
John Sieg se fait embaucher par la Deutsche Reichsbahn, travaille à la station Paperstraße de la S-Bahn de Berlin et utilise les facilités de transport fournies par son travail pour se connecter avec d'autres groupes de résistance, comme celui de Bernhard Bästlein.

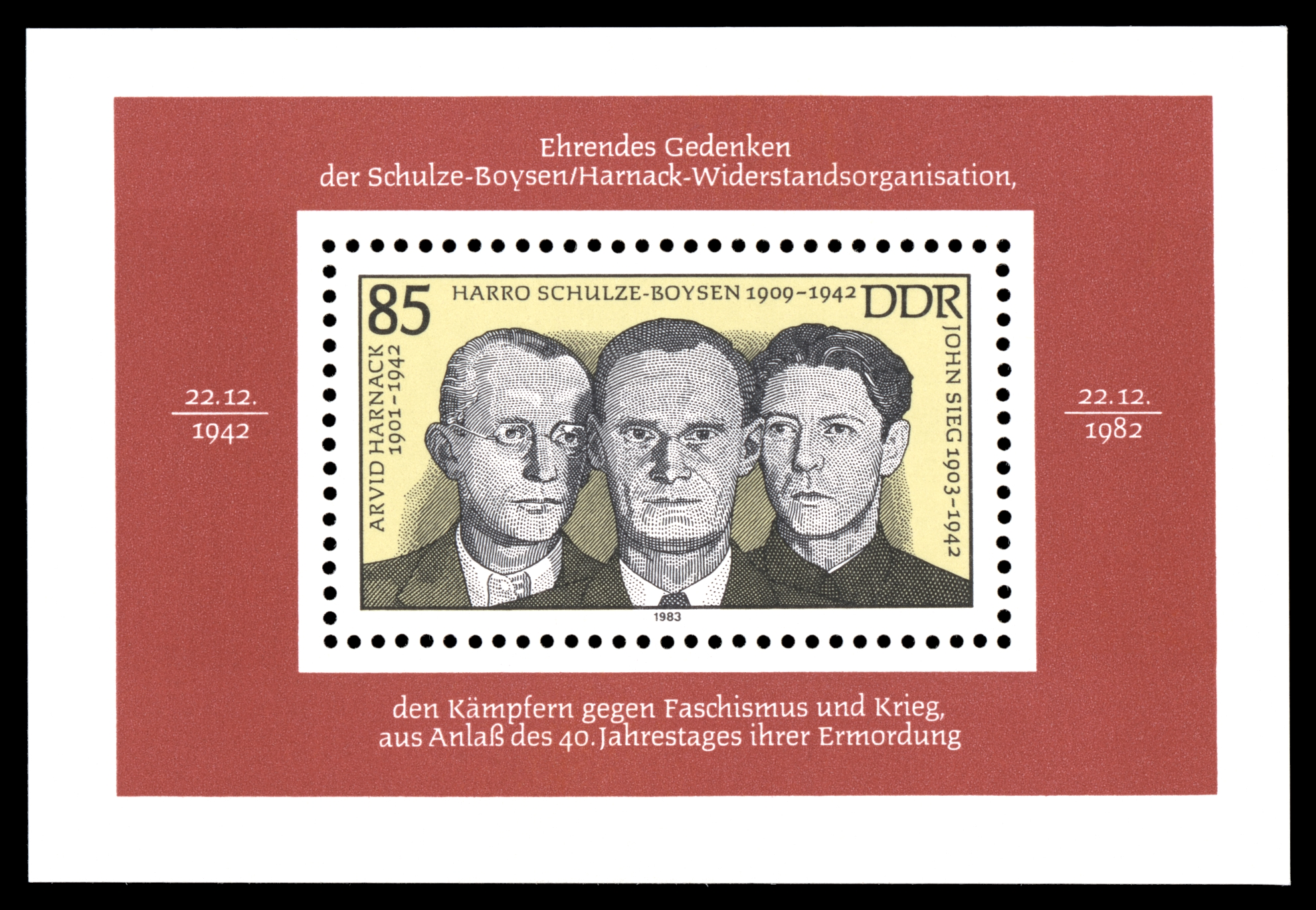
Timbre de la RDA (1983) à la mémoire de 3 résistants allemands exécutés en 1942 par les nazis : Arvid Harnack, Harro Schulze-Boysen, John Sieg.

Avec Herbert Grasse, Otto Grabowski et Bernhard Bästlein (Saefkow-Jacob-Bästlein Organization (en)), il publie le journal Die Innere Front (Le Front Intérieur) et fait paraître des articles révélant les atrocités commises par les nazis.
John Sieg est arrêté en 11 octobre 1942 lorsque, après le démantèlement des branches belge et hollandaise, la répression s'abat sur la branche allemande de l'Orchestre rouge. Il est enfermé au siège de la Gestapo, Prinz-Albrecht-Straße, à Berlin et torturé. Il se suicide par pendaison dans sa cellule le 15 octobre 1942.
Son épouse Sophie, arrêtée elle aussi, est envoyée au camp de concentration de Ravensbrück en 1943 et sera libérée par l'Armée rouge en 1945.

## Hommages
Une rue dans un quartier de la Frankfurter Allee-Süd (Berlin-Lichtenberg), près de la "Schulze-Boysen Straße", porte le nom de John Sieg depuis le 22 juin 1972.

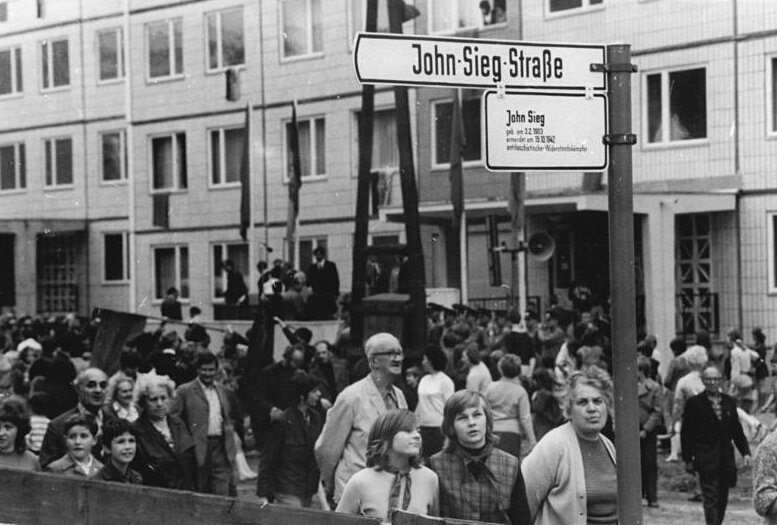
Inauguration de la John Sieg-Straße le 22 juin 1972.

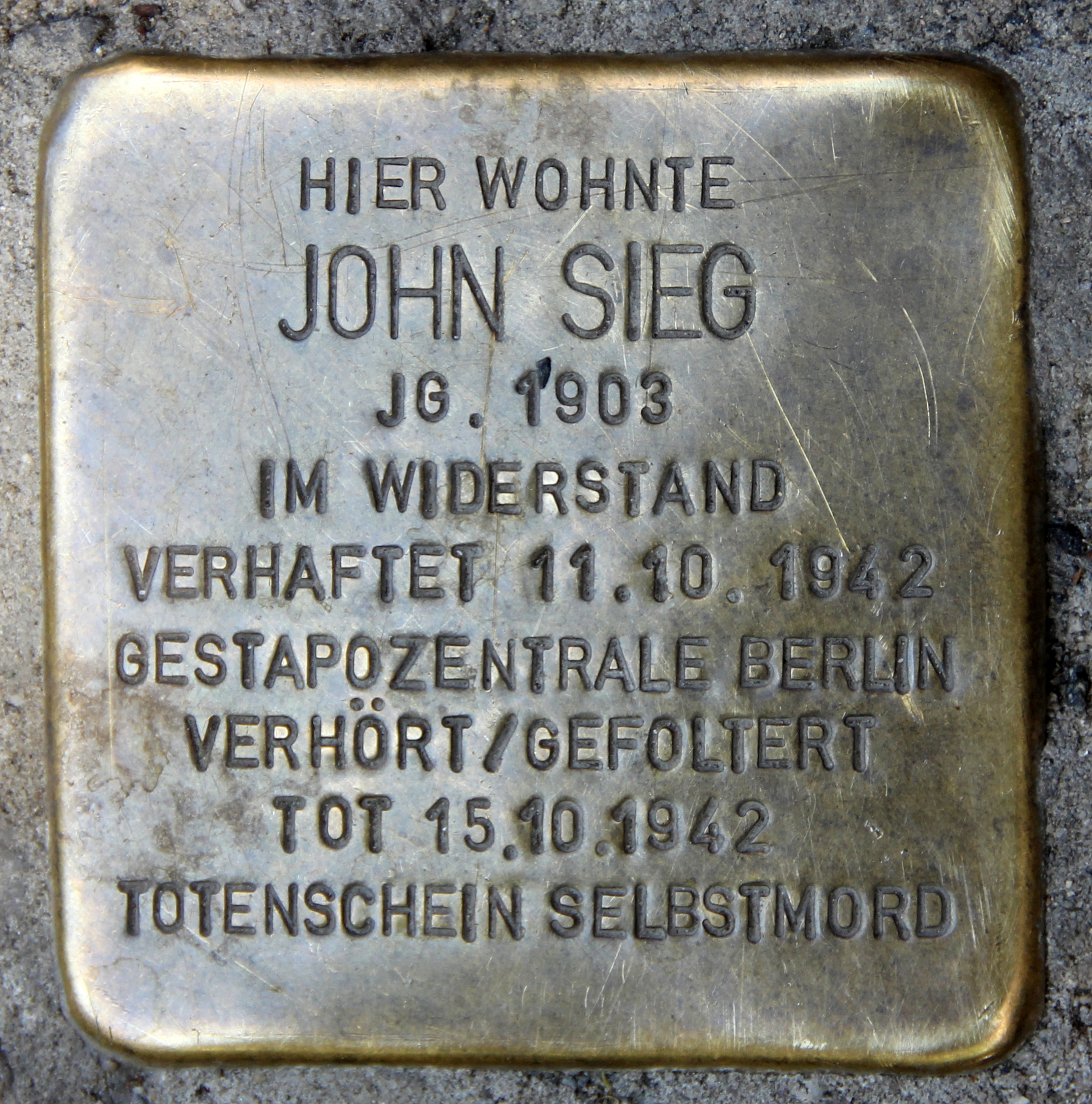
Stolperstein à Berlin-Neukölln.

Un Stolperstein a été posé devant la maison de la Jonasstraße 5a à Berlin-Neukölln le 8 octobre 2011.

## Photos
- John et son épouse Sophie, heureux, dans les allées d'un jardin tropical[8].